# Adolfów (Mazovië)
Adolfów is een plaats in het Poolse district  Sokołowski, woiwodschap Mazovië. De plaats maakt deel uit van de gemeente Ceranów en telt 60 inwoners.